# Chorthippus jutlandica
Chorthippus jutlandica är en insektsart som beskrevs av Fogh Nielsen 2003. Chorthippus jutlandica ingår i släktet Chorthippus och familjen gräshoppor. Inga underarter finns listade i Catalogue of Life.